# Élections sénatoriales de 2001 en Meurthe-et-Moselle
Les élections sénatoriales en Meurthe-et-Moselle ont lieu le dimanche 23 septembre 2001. Elles ont pour but d'élire les sénateurs représentant le département au Sénat pour un mandat de neuf années.

## Contexte départemental
Lors des élections sénatoriales du 27 septembre 1992 en Meurthe-et-Moselle, quatre sénateurs ont été élus selon un scrutin de liste.
Depuis, tous les effectifs du collège électoral des grands électeurs ont été renouvelés, avec les élections législatives de 1997 en Meurthe-et-Moselle, les élections européennes de 1999, les élections régionales françaises de 1998, les élections cantonales de 1998 et 2001 et les élections municipales françaises de 2001.

## Présentation des listes et des candidats
Les nouveaux représentants sont élus pour une législature de 9 ans au suffrage universel indirect par les 1 955 grands électeurs du département. Le nombre de sénateurs reste inchangé, 4 sénateurs sont à élire. 

### Liste Meurthe-et-Moselle solidaire, liste de gauche plurielle
| N° | Candidats | Candidats           | Parti | Principale fonction  |
| -- | --------- | ------------------- | ----- | -------------------- |
| 01 |           | Daniel Reiner       | PS    | Conseiller régional  |
| 02 |           | Evelyne Didier      | PCF   | Conseillère générale |
| 03 |           | Jean-Paul Balmont   | PS    |                      |
| 04 |           | Christiane Witwicki | PS    |                      |

### Liste Au service de nos communes
| N° | Candidats | Candidats              | Parti | Principale fonction |
| -- | --------- | ---------------------- | ----- | ------------------- |
| 01 |           | Philippe Nachbar       | DL    | Sénateur sortant    |
| 02 |           | Danielle Bonneville    | RPR   |                     |
| 03 |           | Alain Verdenal         | DVD   |                     |
| 04 |           | Marie-Josée Franconnet | DVD   |                     |

### Liste La Meurthe-et-Moselle en marche
| N° | Candidats | Candidats        | Parti | Principale fonction                 |
| -- | --------- | ---------------- | ----- | ----------------------------------- |
| 01 |           | Jacques Baudot   | UDF   | Sénateur sortant                    |
| 02 |           | Jacqueline Panis | UDF   | Conseillère municipale de Seichamps |
| 03 |           | Henry Lemoine    | RPR   |                                     |
| 04 |           | Claudine Drouet  | DVD   |                                     |

### Liste Claude HURIET
| N° | Candidats | Candidats           | Parti | Principale fonction |
| -- | --------- | ------------------- | ----- | ------------------- |
| 01 |           | Claude Huriet       | UDF   | Sénateur sortant    |
| 02 |           | Monique François    | UDF   |                     |
| 03 |           | Jean-Marie Schléret | UDF   |                     |
| 04 |           | Ginette Sesmat      | DVD   |                     |

### Liste républicaine et citoyenne
| N° | Candidats | Candidats      | Parti | Principale fonction |
| -- | --------- | -------------- | ----- | ------------------- |
| 01 |           | Denis Billon   | MDC   |                     |
| 02 |           | Betty Moureaux | MDC   |                     |
| 03 |           | Gino Tognolli  | MDC   |                     |
| 04 |           | Viviane Jalet  | MDC   |                     |

### Liste Résolument Meurthe-et-Moselle
| N° | Candidats | Candidats              | Parti | Principale fonction |
| -- | --------- | ---------------------- | ----- | ------------------- |
| 01 |           | Jean Bernadaux         | UDF   | Sénateur sortant    |
| 02 |           | Christine Benoit-Seibt | UDF   |                     |
| 03 |           | Pierre Périn           | DVD   |                     |
| 04 |           | Dominique Jacquot      | DVD   |                     |

### Liste "Liste lutte ouvrière"
| N° | Candidats | Candidats            | Parti | Principale fonction |
| -- | --------- | -------------------- | ----- | ------------------- |
| 01 |           | Christiane Nimsgern  | LO    |                     |
| 02 |           | Gérard Neis          | LO    |                     |
| 03 |           | Geneviève Heilliette | LO    |                     |
| 04 |           | Dominique Barbin     | LO    |                     |

### Liste du Front National
| N° | Candidats | Candidats            | Parti | Principale fonction |
| -- | --------- | -------------------- | ----- | ------------------- |
| 01 |           | Bernard Thiry        | FN    |                     |
| 02 |           | Marie-Louise Pierron | FN    |                     |
| 03 |           | Jacques Bardy        | FN    |                     |
| 04 |           | Gisèle Moissette     | FN    |                     |

### Liste Remettons de l'ordre en France
| N° | Candidats | Candidats        | Parti | Principale fonction |
| -- | --------- | ---------------- | ----- | ------------------- |
| 01 |           | Jacques Peyrou   | MNR   |                     |
| 02 |           | Catherine Davion | MNR   |                     |
| 03 |           | Pierre Bailly    | MNR   |                     |
| 04 |           | Evelyne Colotte  | MNR   |                     |

### Liste UCF - Union des Contribuables de France moins d'impôts - plus de sécurités
| N° | Candidats | Candidats          | Parti | Principale fonction |
| -- | --------- | ------------------ | ----- | ------------------- |
| 01 |           | Marc Rennie        | UCF   |                     |
| 02 |           | Marie-Claude Conty | UCF   |                     |
| 03 |           | Francis Debargue   | UCF   |                     |
| 04 |           | Odile Higelin      | UCF   |                     |

## Résultats
| Tête de liste  | Tête de liste       | Liste          | Voix  | %      | Sièges |
| -------------- | ------------------- | -------------- | ----- | ------ | ------ |
|                | Daniel Reiner       | PS-PCF         | 687   | 36,08  | 2      |
|                | Philippe Nachbar    | DL-RPR         | 495   | 26,00  | 1      |
|                | Jacques Baudot      | UDF-RPR        | 353   | 18,54  | 1      |
|                | Claude Huriet       | UDF            | 242   | 12,71  |        |
|                | Denis Billon        | MDC            | 46    | 2,42   |        |
|                | Jean Bernadaux      | UDF            | 30    | 1,58   |        |
|                | Christiane Nimsgern | LO             | 20    | 1,05   |        |
|                | Bernard Thiry       | FN             | 15    | 0,79   |        |
|                | Jacques Peyrou      | MNR            | 10    | 0,53   |        |
|                | Marc Rennie         | UCF            | 6     | 0,32   |        |
|                |                     |                |       |        |        |
| Inscrits       | Inscrits            | Inscrits       | 1 955 | 100,00 |        |
| Abstentions    | Abstentions         | Abstentions    | 33    | 1,69   |        |
| Votants        | Votants             | Votants        | 1 922 | 98,31  |        |
| Blancs et nuls | Blancs et nuls      | Blancs et nuls | 18    | 0,94   |        |
| Exprimés       | Exprimés            | Exprimés       | 1 904 | 99,06  |        |